# Быстрота
Быстрота́ (англ. rapidity, иногда применяются также термины рапи́дити, гиперско́рость и угол лоренцева поворота) — в релятивистской кинематике монотонно возрастающая функция скорости, которая стремится к бесконечности, когда скорость стремится к скорости света. В отличие от скорости, для которой закон сложения нетривиален, для быстроты характерен простой закон сложения («быстрота аддитивна»). Поэтому в задачах, связанных с релятивистскими движениями (например, кинематика реакций частиц в физике высоких энергий), часто удобнее пользоваться формализмом быстрот, а не обычных скоростей.

## Определение и свойства
Быстрота выражается формулой:
{\displaystyle \theta =c\,\operatorname {Arth} {\frac {v}{c}}={\frac {c}{2}}\ln {\frac {1+{\dfrac {v}{c}}}{1-{\dfrac {v}{c}}}},}
где
- {\displaystyle \theta } — быстрота,
- {\displaystyle v} — обычная скорость,
- {\displaystyle c} — скорость света,
- {\displaystyle \operatorname {Arth} x} — ареатангенс.

Ареатангенс (или гиперболический арктангенс) {\displaystyle \operatorname {Arth} x\equiv {\frac {1}{2}}\ln {\frac {1+x}{1-x}}} определён в области значений аргумента от −1 до +1; при {\displaystyle x\to \pm 1} функция {\displaystyle \operatorname {Arth} x\to \pm \infty .}
Таким образом, быстрота имеет размерность скорости и при изменении скорости от {\displaystyle -c} до {\displaystyle +c} меняется от {\displaystyle -\infty } до {\displaystyle +\infty }. Иногда вводят также параметр быстроты {\displaystyle \varphi \equiv \theta /c\equiv \operatorname {Arth} {\frac {v}{c}}} — безразмерную величину, которую иногда также называют быстротой (особенно при обычном в физике высоких энергий использовании системы единиц, где {\displaystyle c=1}, которая значительно упрощает формулы; при таком определении быстрота становится безразмерной и совпадает с параметром быстроты).
В пределе малых скоростей быстрота примерно равна скорости:
{\displaystyle \theta =v\left(1+{\frac {1}{3}}\left({\frac {v}{c}}\right)^{2}+...\right)\approx v} при {\displaystyle v\ll c}.
В ультрарелятивистском случае {\displaystyle E\gg m} параметр быстроты можно выразить через энергию и продольный импульс {\displaystyle p_{\|}=p\cos \alpha } (где α — угол вылета) следующим образом:
{\displaystyle \varphi ={\frac {1}{2}}\ln {\frac {E+cp_{\|}}{E-cp_{\|}}}.}
При этом энергия и продольный импульс частицы могут быть выражены через массу частицы, поперечный импульс {\displaystyle p_{\perp }=p\sin \alpha } и параметр быстроты:
{\displaystyle E={\sqrt {m^{2}c^{4}+p_{\perp }^{2}c^{2}}}\operatorname {ch} \varphi ,}
{\displaystyle p_{\|}={\sqrt {m^{2}c^{4}+p_{\perp }^{2}c^{2}}}\operatorname {sh} \varphi .}

### Фактор Лоренца
Связанная с быстротой часто используемая величина — фа́ктор Ло́ренца, или ло́ренц-фа́ктор, названный по имени Г. А. Лоренца и определяемый как
{\displaystyle \gamma \equiv {\frac {1}{\sqrt {1-v^{2}/c^{2}}}}.}
Лоренц-фактор равен гиперболическому косинусу параметра быстроты:
{\displaystyle \gamma =\operatorname {ch} \varphi .}
С увеличением скорости от 0 до {\displaystyle c} лоренц-фактор {\displaystyle \gamma } увеличивается от 1 до {\displaystyle +\infty }.
Гиперболический синус параметра быстроты равен произведению лоренц-фактора и безразмерной скорости:
{\displaystyle \beta \gamma =\operatorname {sh} \varphi .}

## Аддитивность быстроты
Пусть в некоторой инерциальной системе отсчёта {\displaystyle K} две частицы движутся вдоль одной прямой, скорость одной из них равна {\displaystyle v_{1}}, а скорость второй относительно первой равна {\displaystyle v'_{2}} (скорости могут быть как положительными, так и отрицательными). Обозначим скорость второй частицы в системе {\displaystyle K} через {\displaystyle v_{2}}. При малых (по сравнению со скоростью света {\displaystyle c}) скоростях приближённо выполняется галилеевский закон сложения скоростей {\displaystyle v_{2}=v_{1}+v'_{2}}. Однако в релятивистском случае эта формула не действует, и скорость второй частицы необходимо вычислять с помощью лоренцевых преобразований. Релятивистский закон сложения скоростей
{\displaystyle v_{2}={\frac {v_{1}+v'_{2}}{1+{\dfrac {v_{1}v'_{2}}{c^{2}}}}}}
отличается от галилеевского знаменателем, который при малых скоростях близок к единице. Рассмотрим соответствующие скоростям быстроты {\displaystyle \theta \equiv c\,\mathrm {Arth} {\frac {v}{c}}}. Оказывается, что быстрота второй частицы в системе отсчёта {\displaystyle K} равна сумме быстрот:
{\displaystyle \theta _{2}=\theta _{1}+\theta '_{2}.}
Удобство записи закона сложения скоростей в терминах быстрот привело к тому, что эта величина довольно широко используется в релятивистской кинематике, особенно в ускорительной физике. Однако следует помнить, что сложение быстрот совпадает по виду с галилеевским векторным сложением скоростей только при одномерном движении частиц.
Вводится также полная быстрота {\displaystyle \vartheta =c\cdot {\frac {1}{2}}\ln {\frac {E+cp}{E-cp}},} аддитивная при преобразованиях Лоренца и представляющая собой расстояние в пространстве скоростей. Быстрота является продольной составляющей полной быстроты.

## Геометрический смысл быстроты
В пространстве Минковского быстрота представляет собой угол между касательной к мировой линии частицы и осью времени в базовой системе отсчёта. В формализме Минковского ({\displaystyle x_{0}=ict}) этот угол является мнимым.
В формализме гиперболических комплексных чисел (известных также как двойные числа или паракомплексные числа — вариант комплексных чисел, в которых мнимая единица j определяется соотношением j2 = +1) точка в пространстве Минковского представляется паракомплексным числом z = ρejφ = ρ(ch φ + jsh φ), где φ и ρ — действительные. При этом угол φ является быстротой частицы, движущейся равномерно из начала отсчёта и проходящей через точку z, а ρ — интервалом от начала отсчёта до точки z (то есть собственным временем частицы, протекшим от прохождения через начало отсчёта до прохождения через z). Лоренц-преобразование определяется умножением пространственно-временных координат, выраженных паракомплексными числами, на паракомплексное число с единичным модулем λ(φ) = ejφ. В результате все интервалы сохраняются, а паракомплексная плоскость Минковского поворачивается на угол φ. Два последовательных лоренц-преобразования демонстрируют аддитивность быстроты, аналогичную аддитивности угла поворота:
λ(φ)·λ(ψ) = ejφ·ejψ = ej(φ + ψ) = λ(φ + ψ).

## Некоторые величины специальной теории относительности, выраженные через быстроту
Релятивистский импульс:
{\displaystyle p=mc\cdot \operatorname {sh} {\frac {\theta }{c}}=mc\cdot \operatorname {sh} \varphi ,}
где:
- m — масса,
- c — скорость света,
- φ = θ/c — параметр быстроты (безразмерная быстрота).

Полная энергия:
{\displaystyle E=mc^{2}\cdot \operatorname {ch} {\frac {\theta }{c}}=mc^{2}\cdot \operatorname {ch} \varphi .}
Скорость в СТО:
{\displaystyle v=c\cdot \operatorname {th} {\frac {\theta }{c}}=c\cdot \operatorname {th} \varphi .} Безразмерная скорость {\displaystyle \beta =\operatorname {th} \varphi .}
Релятивистский эффект Доплера (если вектор скорости совпадает с направлением на источник):
{\displaystyle 1+z=e^{\theta /c}=e^{\varphi },}
где {\displaystyle z} — параметр красного смещения.